# Den siste av klanen von Anka
"Den siste av klanen von Anka" är kapitel ett i seriesviten Farbror Joakims liv (The Life and Times of $crooge McDuck), författad och tecknad av Don Rosa. Utspelar sig 1877.

## Handling
Joakim är bara 10 år och bor med sin familj hemma i Skottland. Han får en skoputsarlåda av sin far Fergus von Anka i födelsedagspresent. Joakim ger sig genast ut för att börja putsa skor, då kommer en dikesgrävare med väldigt smutsiga skor som Fergus har gjort en överenskommelse med att han ska ge Joakim ett utländskt mynt så att han ska lära sig att världen är full av folk som försöker luras. När Joakim äntligen är färdig med skorna så faller han ihop av utmattning och när han kvicknar till så har han fått ett 10 cents-mynt från 1875. Joakim bestämmer sig för att spara det myntet och komma ihåg att livet är fullt av tuffa jobb och smarta lurendrejare, och Joakim yttrar orden "Jag ska bli tuffare än de tuffa...och smartare än de smarta...och tjäna mina pengar på hederligt sätt!".